# Melba Liston
Melba Doretta Liston (Kansas City, 13 januari 1926 – Inglewood, 23 april 1999) was een Afro-Amerikaanse componiste, muziekpedagoge, jazz-tromboniste en arrangeur.

## Levensloop
Liston speelde al vroeg trombone in verschillende jeugdharmonieorkesten onder anderen in de Junior High-School Band van de "Polytechnical High School". Verder werkte zij in een band van haar muzieklerares Alma Hightower mee ("Miss Hightower and the Melodic Dots"). Straks daarna speelde zij in de band van het Los Angeles Lincoln Theater onder leiding van Bardu Ali. In deze periode begon zij ook te arrangeren. In 1943 werd zij lid van de bigband van Gerald Wilson en speelde onder anderen met de bekende saxofonist Dexter Gordon samen. In het midden van de jaren 1940 werkte zij met bekende artiesten vanuit de bebop scène samen. In 1947 ontstond een plaatopname met Dexter Gordon. In 1948 werkte zij voor korte tijd met Count Basie en in 1949 slot zij zich de "All-Star-Band" van Dizzy Gillespie in New York voor een bepaalde tijd aan, nadat Wilson zijn orkest had opgelost. In 1949 speelde zij in de bigband van Billie Holiday en maakte met hen een uitgebreide concertreis door de Zuidelijke Staten, die echter is uitgemond in een fiasco, omdat men aldaar slechts eenvoudige dansmuziek wilde luisteren en geen moderne jazz. Dat waren redenen waarom zij zich voor een bepaalde tijd terug trok vanuit de muziekscene. Van 1950 tot 1954 werkte zij voor het Amerikaanse ministerie van educatie en opleiding, maar zij acteerde ook in films The Prodigal (1955) en The Ten Commandments (1956). Vanaf het seizoen 1956/1957 werkte zij opnieuw met Dizzy Gillespie samen gedurende de concerttournee door het Midden-Oosten en een optreden tijdens het Newport Jazz Festival. Vervolgens werkte zij ook met Art Blakey en zijn Jazz Messengers en daarnaar richtte zij haar eigen "All-Women-Band" in 1958 op.
Met het Musical Free and Easy en de Quincy Jones Big Band was zij van 1959 tot 1960 op bezoek in Europa. Vanaf 1960 begon zij in samenwerking met Randy Weston te arrangeren en te componeren. Zij werkte voor een groot aantal artiesten bijvoorbeeld Charles Mingus, Duke Ellington, Milt Jackson, Count Basie, Clark Terry, Dinah Washington en Johnny Griffin en arrangeerde veel voor platenmaatschappijen onder anderen voor Motown records, zoals voor albums van Ray Charles en voor Eddie Fisher, Diana Ross en anderen. Zij werkte ook met jeugdorkesten in Los Angeles en New York.
In 1973 laste ze in haar Amerikaanse muzikale projecten echter opnieuw een pauze in. Ze verhuisde naar Jamaica en doceerde aldaar van 1973 tot 1979 aan de Jamaica School of Music in Kingston. Gedurende haar tijd in Jamaica arrangeerde en componeerde zij de filmmuziek voor Smile Orange (1975), waar zij voor het eerste keer reggae muziek componeerde. Vervolgens keerde zij naar de Verenigde Staten terug en verzorgde een succesrijk optreden tijdens het Kansas City Woman´s Jazz Festival. In 1980 richtte zij een eigen band ("Melba Liston and Company"; "Melba Liston and Her 'Bones") op. Verder speelde zij in de nieuwe Gillespie-bigband mee.
Na een beroerte in 1985 werd zij gedeeltelijk verlamd en daardoor gedwongen het spelen op te geven, maar ze bleef aan werk muziek te arrangeren en te componeren, vooral met Randy Weston. In 1987 werd zij onderscheiden met de Jazz Masters Fellowship van de National Endowment for the Arts. Na verdere beroerten overleed zij in 1999 in Los Angeles, een paar dagen na een groot huldefestival voor de muziek van haar en Randy Weston aan de Harvard-universiteit in Cambridge.

## Composities (selectie)

### Werken voor harmonieorkest
- 1982 African Joys

### Werken voor bigband/jazzensemble
- 1956 Insomnia
- 1957 Annie's dance
- 1958 Ba dut du dat
- 1958-1962 Ballad: To the East, suite
  1. Ballad: To the East
  2. Have you A Love like mine?
  3. Everybody loves her
  4. Love planted a garden
  5. Wistful
  6. Warm moods
  7. Supplication
  8. The moors
- 1958 If I could rule my heart (I'd go on without you)
- 1958 Pow!
- 1959 Everyone loves her so
- 1959 Late date
- 1960 The spinner
- 1961 Just waiting
- 1961 Tone Poem
- 1962 A love story
- 1963 Now ain't it
- 1964 Have you A Love like mine?
- 1964 Just waiting (Dear, for you)
- 1964 Len-Sirrah
- 1965 All deliberate speed
- 1965 Coat of laughter
- 1965 Elvin 'elpus
- 1966 How sweet it is
- 1966 You won't be sorry
- 1972 There's a rainbow out the window
- 1972 Uh-huh, yeah baby, I know
- African Lady
- Blues Melba
- Late date
- Zagred This

### Filmmuziek
- 1975 Smile Orange